# Contrapasso

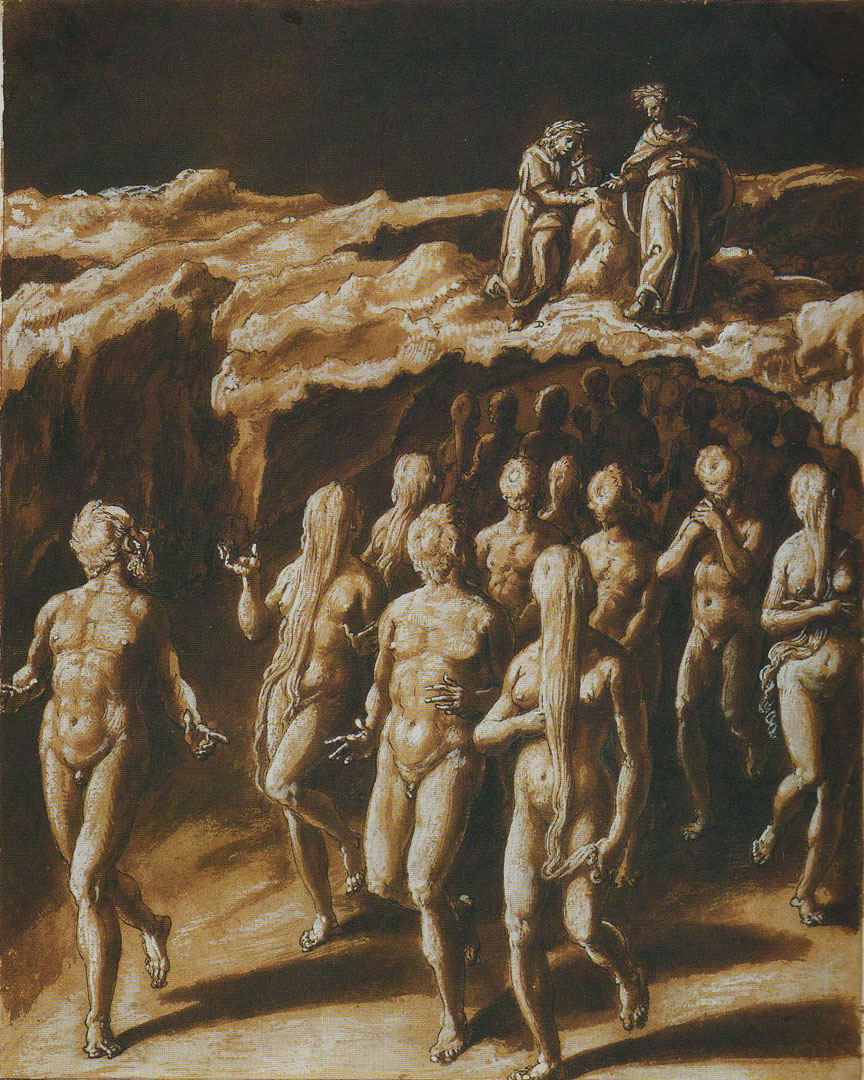
De contrapasso van de tovenaars, astrologen en valse profeten, zoals geïllustreerd door Jan van der Straet.

Contrapasso is een literair begrip waarmee bedoeld wordt dat iemand in de hel wordt gestraft met een bij zijn zonde passende straf.
Contrapasso's worden veel gebruikt in La divina commedia van Dante Alighieri. Hier gaat Dante op reis door het hiernamaals. Als hij in de hel komt ziet hij dat veel mensen gestraft worden met contrapasso's.
Enkele voorbeelden zijn:
- Mensen die vroeger heel erg trots waren, moeten nu in de hel met loden kappen over hun hoofd lopen, zodat ze nederig naar de grond kijken.
- Voorspellers werden in de hel verminkt met een omgedraaid hoofd, zodat ze niet meer vooruit konden kijken.
- Wellustige mensen werden geteisterd in de hel met een eeuwige storm, die in verband staat met hun hartstocht.